# Chaetobranchus flavescens
Chaetobranchus flavescens är en fiskart som beskrevs av Heckel, 1840. Chaetobranchus flavescens ingår i släktet Chaetobranchus och familjen Cichlidae. Inga underarter finns listade i Catalogue of Life.